# Bumblebee
Bumblebee (estilitzat com a BumbleBee i de vegades comercialitzat com a Transformers: Bumblebee) és una pel·lícula d'acció de ciència-ficció del 2018 basada en el personatge de la línia de joguines Transformers del mateix nom. La pel·lícula és la sisena entrega de la sèrie de pel·lícules Transformers, originalment planificada com a preqüela de la pel·lícula de 2007, però més tard es va decidir de fer un spin-off. El film està dirigit per Travis Knight i escrita per Christina Hodson. És protagonitzada per Hailee Steinfeld, John Cena, Jorge Lendeborg Jr., John Ortiz, Jason Drucker i Pamela Adlon, i compta amb Dylan O'Brien (com a personatge principal), Angela Bassett, Justin Theroux i Peter Cullen en papers de veu. Va ser la primera pel·lícula d'acció real de Knight, així com la primera pel·lícula de la sèrie Transformers que no va ser dirigida per Michael Bay, que va actuar com a productor. El rodatge va començar el 31 de juliol de 2017 a Los Angeles i San Francisco.
Bumblebee es va estrenar el 3 de desembre de 2018 a Berlín i es va estrenar als Estats Units el 21 de desembre. Va rebre crítiques positives, i es van elogiar les seves seqüències d'acció, l'actuació de Steinfeld, la direcció de Knight, els elements visuals i l'ambientació dels anys vuitanta. Va ser un èxit de taquilla, tot i ser la pel·lícula de la franquícia amb menys recaptació, va recaptar 468 milions de dòlars a tot el món amb un pressupost de 102-135 milions de dòlars. Una seqüela, Transformers: Rise of the Beasts, s'estrenarà el 9 de juny de 2023. Ha estat subtitulada al català.